# Central de Minas
Central de Minas là một đô thị thuộc bang Minas Gerais, Brasil. Đô thị này có diện tích 203,675 km², dân số năm 2007 là 6590 người, mật độ 32,5 người/km².